# James Cooley
James William Cooley (ur. 1926 w Nowym Jorku, zm. 29 czerwca 2016 w Huntington Beach) – amerykański matematyk. Wspólnie z Johnem Tukeyem stworzył algorytm Cooleya-Tukeya.